# ズグエイ
ズグエイ(Telatrygon zugei)はアカエイ科に属するエイの一種。インド太平洋西部に分布し、底生で100m以浅の砂地を好む。体幅29cmで体盤は菱形、吻は長く眼は小さい。尾の上下に皮褶を持つ。背面は暗褐色、腹面は白。
餌は小型の甲殻類・魚類。無胎盤性胎生で産仔数1-3。混獲され食用とされる。IUCNは危急種としている。

## 分類
1841年、ドイツの生物学者ヨハネス・ペーター・ミュラーとヤーコプ・ヘンレにより、7つのシンタイプに基づいてSystematische Beschreibung der Plagiostomenに記載された。種小名zugeiは和名「ズグエイ」に因む。その後Trygon属はDasyatis属のシノニムとされた。永らくヤジリエイDasyatis acutirostraと混同されていたが、1988年、西田清徳と仲谷一宏により両種の違いが研究され、新たなレクトタイプが指定された。
2001年のLisa Rosenbergerによる形態系統解析によると、この種はオトメエイ(Himantura gerrardi)・pearl stingray(D. margaritella)・トゲナシツバクロエイ(Gymnura micrura)を含むクレードの姉妹群になる。この結果はDasyatis、Himanturaが単系統群でないことを裏付けるものである。

## 分布
東はインド亜大陸からジャワ・ボルネオ、北はフィリピンから南日本に分布。内側大陸棚の100m以浅の砂底を好み、エスチュアリーにも侵入する。

## 形態

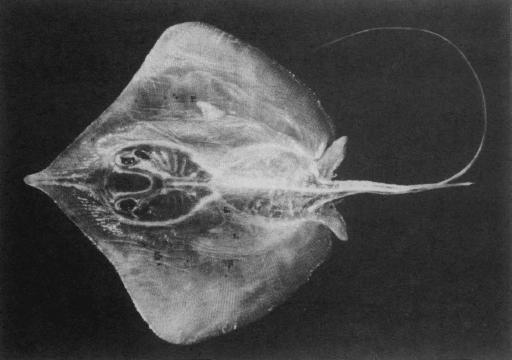
体型は菱形で長い吻を持つ

菱形の体盤はわずかに幅より長さが長く、前縁は緩く凹んで三角形の吻に繋がる。頭部は体盤長の半分以上。眼は小さく、すぐ後方にそれより大きい噴水孔がある。鼻褶はほぼ長方形で後縁は房状。 口は緩く曲がり、口底に乳頭突起はない。歯列は40-55で五点形に配置され、敷石状の表面となっている。成熟雄は鋭い咬頭を持つが、若魚や雌の歯は鈍い。
腹鰭は三角形。尾は鞭状で体盤より長く、棘がある。上部皮褶は低く、棘の後方から始まるが、下部皮褶は棘の直下から始まる。若魚の皮膚は滑らかだが、成体は棘前方に5-9個の突起の列がある。背面は暗褐色で皮褶は暗色。腹面は白で体盤縁は茶色。体長75cm、体幅29cmに達するが、ほとんどは体幅18-24cmである。ヤジリエイは似た種であるが、体長・眼・上部皮褶が小さい他、腸弁の数でも識別できる。

## 生態
餌はクルマエビなどの底生甲殻類や小魚。寄生虫としてAcanthobothrium zugeinensis Balanobothrium yamagutii,・Pithophorus zugeii・Polypocephalus ratnagiriensis ・P. visakhapatnamensis・Rhinebothrium xiamenensis・Shindeiobothrium karbharae・Tetragonocephalum raoi・Tylocephalum singhii・Uncibilocularis indiana ・U. veravalensisなどの条虫、Trimusculotrema schwartziなどの単生類が報告されている。他のアカエイ類のように無胎盤性胎生で、胎児は初期は卵黄、後期は組織栄養(子宮乳)で育つ。産仔数1-3で繁殖期は特にない。インドネシアからのデータによると、出生時は体幅8-10cm。性成熟時の体幅は、雄で18cm、雌で19cm。

## 人との関連
タイランド湾・ジャワ海・インド沿岸などで底引き網や三枚網によって大量に混獲されている。ほとんど食用にされるが、小さいため経済価値は低い。IUCNは準絶滅危惧としているが、 分布域全域で高い漁業圧に曝されているため、危急種への格上げも検討されている。